# HAT–P–5 b
A HAT–P–5 b – Kráľomoc – magyar felfedezésű exobolygó, melyet a Bakos Gáspár által üzemeltetett HATNet távcsőrendszerrel fedeztek fel 2007-ben.

## Elnevezése
Ahogy az exobolygók egyik fejezetében olvashatjuk, ezek az objektumok alapesetben nem kapnak egyedi nevet, csak katalógusszámot. Ez alól 2019-ben kivételt tett a Nemzetközi Csillagászati Unió, fennállásának 100. évfordulója alkalmából. 113 ország egy-egy – szabad szemmel nem, de kis távcsővel már látható – csillagának és a körülötte keringő, ismert bolygójának nevére tehetett javaslatot. A HAT–P–5 csillagára Szlovákia a Chasoň, a kísérőre a Kráľomoc nevet javasolta az IAU-nak, amely azt 2019. december 17-én hivatalossá tette.